# ČEZ Motor České Budějovice
Le ČEZ Motor České Budějovice est un club de hockey sur glace de la ville de České Budějovice en Tchéquie. Il évolue en Extraliga dans la patinoire Budvar Arena.
L'équipe a gagné le championnat de Tchécoslovaquie de hockey sur glace en 1951.

## Historique

Ancien logo de l'équipe

Le commencement du hockey sur glace à České Budějovice date de 1912 et la première équipe est composée de gymnastes de la ville. Le premier match de bandy a lieu le 13 janvier 1912 entre les deux équipes du club de la ville. En décembre 1921 a lieu le premier match de hockey, l'équipe České Budějovice s'inclinant devant celle de Strakonice.
Le 10 janvier 1928, de la fusion entre Viktoria České Budějovice et Slovan České Budějovice, naît l'équipe de AC Stadion České Budějovice, qui remporte en 1930 le championnat local. Lors de la saison 1936-1937, le club fait partie des membres fondateurs du championnat de Tchécoslovaquie de première division.
La meilleure saison de l'équipe date du temps du SKP České Budějovice en 1950-51 avec le titre de champion de Tchécoslovaquie à la clé.
Le club a connu plusieurs appellations au cours de son histoire :
- 1928 : AC Stadion České Budějovice
- 1948 : Sokol Stadion České Budějovice
- 1949 : ZSJ Obchodní domy České Budějovice
- 1950 : SKP České Budějovice
- 1951 : Slavoj České Budějovice
- 1965 : TJ Motor České Budějovice
- 1993 : HC České Budějovice
- 2013 : ČEZ Motor České Budějovice

## Joueurs

### Résultats saison après saisons

#### Depuis 1993
| Année     | Ligue     | Pts | V  | VP | D  | DP | N  | BP  | BC  | Diff. | Classement | Séries éliminatoires                                                             |
| --------- | --------- | --- | -- | -- | -- | -- | -- | --- | --- | ----- | ---------- | -------------------------------------------------------------------------------- |
| 1993-1994 | Extraliga | 52  | 23 | -  | 6  | -  | 15 | 163 | 120 | 43    | 2e place   | 0-3 HC Olomouc                                                                   |
| 1994-1995 | Extraliga | 46  | 20 | -  | 6  | -  | 18 | 142 | 124 | 18    | 6e place   | 3-0 HC Olomouc 0-3 HC Vsetín                                                     |
| 1995-1996 | Extraliga | 49  | 20 | -  | 9  | -  | 11 | 120 | 85  | 35    | 3e place   | 3-1 HC Slavia Prague 0-4 HC Vsetín 0-2 HC Sparta Prague (match pour la 3e place) |
| 1996-1997 | Extraliga | 52  | 20 | -  | 12 | -  | 20 | 149 | 145 | 4     | 7e place   | 2-3 HC Sparta Prague                                                             |
| 1997-1998 | Extraliga | 48  | 19 | -  | 10 | -  | 23 | 149 | 149 | 0     | 11e place  | Non qualifiés                                                                    |
| 1998-1999 | Extraliga | 60  | 23 | -  | 14 | -  | 15 | 173 | 129 | 44    | 5e place   | 0-3 HC Sparta Prague                                                             |
| 1999-2000 | Extraliga | 61  | 25 | -  | 11 | -  | 16 | 163 | 152 | 11    | 6e place   | 0-3 HC Vsetín                                                                    |
| 2000-2001 | Extraliga | 72  | 20 | 1  | 5  | 5  | 21 | 156 | 154 | 2     | 11e place  | Non qualifiés                                                                    |
| 2001-2002 | Extraliga | 59  | 16 | 1  | 5  | 4  | 26 | 133 | 155 | -22   | 12e place  | Non qualifiés                                                                    |
| 2002-2003 | Extraliga | 80  | 21 | 5  | 4  | 3  | 19 | 149 | 140 | 9     | 6e place   | 0-4 HC Sparta Prague                                                             |
| 2003-2004 | Extraliga | 47  | 13 | 1  | 4  | 2  | 32 | 105 | 160 | -55   | 14e place  | 0-4 HC Dukla Jihlava (match de barrage)                                          |
| 2004-2005 | 1.liga    | 134 | 44 | 0  | 1  | 1  | 6  | 226 | 79  | 147   | Champion   | 4-1 HC Dukla Jihlava (match de barrage)                                          |
| 2005-2006 | Extraliga | 76  | 19 | 3  | 12 | 1  | 17 | 115 | 118 | -3    | 8e place   | 4-1 HC Bílí Tygři Liberec 1-4 HC Slavia Prague                                   |
| 2006-2007 | Extraliga | 89  | 23 | 9  | 2  | 18 | -  | 160 | 144 | 16    | 3e place   | 4-2 HC Slavia Prague 1-4 HC Moeller Pardubice                                    |
| 2007-2008 | Extraliga | 106 | 30 | 5  | 11 | 6  | -  | 166 | 111 | +55   | 1er place  | 4-1 HC Kladno 3-4 HC Energie Karlovy Vary                                        |

## Patinoire

Logo de la patinoire.

La construction de la première patinoire de l'équipe date de 1946. Elle se situe à quelques centaines de mètres au sud du centre historique de la ville le long de la Vltava. Au début des années 2000, de nombreuses patinoires sont remises aux normes et ainsi en 2002, après des dégâts causés par des inondations de la rivière voisine, la patinoire est remise à neuf.
La patinoire porte le nom de Budvar Arena en référence à la marque de bière de la ville : Budweiser mais est également appelée « Zimni Stadion », en français stade du froid.